# Edmund Ho

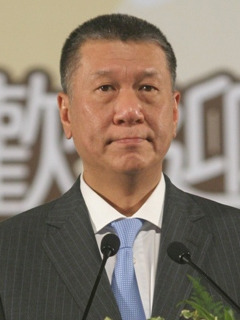
Edmund Ho (1998)

Edmund Ho Hau-wah 何厚鏵 (* 13. März 1955) ist ein Politiker aus Macau, der  unter anderem von 1999 bis 2009 der erste Regierungschef von Macau war. Bis 2018 war er stellvertretender Vorsitzender der Konsultativkonferenz des chinesischen Volkes.

## Leben
Ho wurde als Sohn chinesischer Einwanderer in Portugiesisch-Macau geboren. Seine Eltern, der Geschäftsmann Ho Yin und dessen Frau Chan Keng (陳瓊), stammten aus Panyu, einem Bezirk der Stadt Guangzhou in der benachbarten Provinz Guangdong. Er ist verheiratet und hat einen Sohn und eine Tochter. Der Betreiber der Facebook-Gruppe „Save HKG“ ist der Neffe von Edmund Ho, Adrian Ho King-hong.

## Ausbildung
Nach seiner Schulausbildung ging er zum Studium 1969 nach Kanada, wo er sein Studium als Bachelor of Business Administration an der York University 1978 abschloss. Im Anschluss an sein Studium arbeitete er einige Jahre für eine Wirtschaftsprüfungsfirma in Indien und ging 1982 in die USA.

## Politische Karriere
Hos politische Karriere begann 1986, als er Mitglied in der Konsultativkonferenz des chinesischen Volkes wurde. Zwei Jahre später wurde er zum Abgeordneten des Nationalen Volkskongresses gewählt und war Mitglied im Ständigen Ausschuss des 8. und 9. Nationalen Volkskongresses.
1988 wurde er erstmals in die Gesetzgebende Versammlung gewählt und hatte das Amt des Vizepräsidenten elf Jahre inne. Ho war aktiv an den Vorbereitungen zur Rückgabe Macaus an die Volksrepublik China beteiligt. Nachdem die Gemeinsame Erklärung der Regierung der Volksrepublik China und der Regierung der Portugiesischen Republik über die Macau-Frage in Kraft trat, war er Vizepräsident des Komitees zur Ausarbeitung des Macao Basic Law. 1998 wurde er zum Vizepräsidenten des Vorbereitungskomitees der Sonderverwaltungszone Macau und war ebenso Teil der Land-Fund-Investment-Kommission in Macau.
Über die Jahre hinweg war Ho führendes Mitglied industrieller und finanzieller Institutionen sowie im Bereich der Bildung und Wohlfahrt engagiert. Er war seit ihrer Gründung 1985 Vorsitzender der Macao Association of Banks, Vizepräsident der Macao Chamber of Commerce und Präsident des Exekutivkomitees des Olympischen Komitees von Macau sowie Präsident der Macao Golf Association.
Edmund Ho war ab dem 20. Mai 1999 designierter Regierungschef (Chefe do Executivo) und wurde im selben Jahr von Premierminister Zhu Rongji vereidigt. Er trat sein Amt am 20. Dezember 1999, dem Tag der Rückgabe Macaus an China, an. Im Jahr 2004 wurde er für eine zweite Amtszeit wiedergewählt. Sein Nachfolger im Amt wurde Fernando Chui Sai On.
Nach dem Ende seiner Amtszeiten widmete sich Ho verstärkt dem Austausch zwischen der Volksrepublik China und Macau. In seiner Funktion als stellvertretender Vorsitzender der Konsultativkonferenz des chinesischen Volkes traf er sich Ende Oktober 2020 mit einer Delegation der Universität von St. Joseph und dem Bischof von Macau, Stephen Lee Bun-sang.

## Wahlergebnisse
| Jahr | Kandidat          | Stimmen | %       |
| ---- | ----------------- | ------- | ------- |
| 1999 | Edmund Ho Hau-wah | 163     | 81,90 % |
| 2004 | Edmund Ho Hau-wah | 296     | 98,67 % |